# Кавовий перколятор
Кавовий перколятор — це тип кавоварки, де кипляча вода у замкненому циклі багаторазово проходить через відділ із меленою кавою для досягнення необхідної міцності. Найчастіше перколятори виготовляють із сталі. 

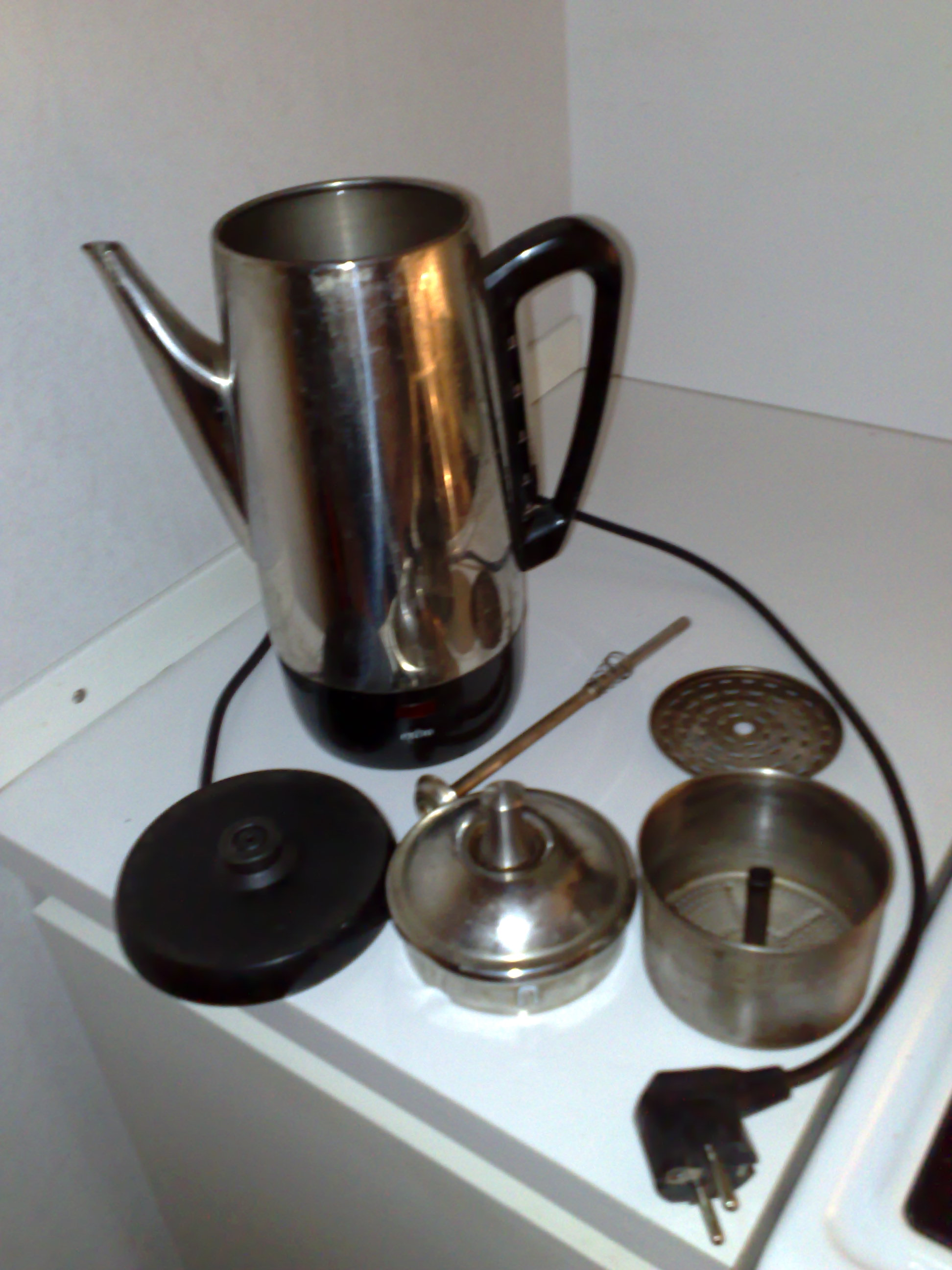
Електричний кавовий перколятор

Окріп під тиском проникає у відсік із меленою кавою і просочується із нього уже приготованим напоєм. 
На початку 1970-х років перколятори були витіснені автоматичними кавоварками з крапельним заварюванням, френч-пресом та ростом популярності еспресо.

## Історія
Перший сучасний перколятор, у якому кипляча вода піднімається через трубку для створення безперервного циклу та який можна нагрівати на кухонній плиті, винайшов у 1819 році паризький лимар Жозеф-Анрі-Марі Лоренс. Потім його принцип часто копіювали та змінювали. Були також спроби випускати закриті системи, іншими словами «скороварки».
Перший патент США на перколятор для кави був виданий Джеймсу Насону з Франкліна, штат Массачусетс, у 1865 році, патент США 51741. У цьому механізмі не використовувався звичайний метод перколяції, як описано вище.
Фермер зі штату Іллінойс на ім’я Хенсон Гудріч запатентував сучасний американський перколятор із плитою, яким він відомий сьогодні, і 13 серпня 1889 року йому було видано патент США 408 707. Він мав ключові елементи звичайного перколятора: широку основу для кип’ятіння, висхідний потік. Центральна труба і перфорований кошик, що висить на ній. Дизайн Goodrich міг би перетворити будь-який стандартний кавник дня на перколятор на плиті. Подальші патенти додали дуже мало.
Електричні перколятори виробляються щонайменше з першого десятиліття 20-го століття. General Electric, Скенектаді, Нью-Йорк, опублікувала 6-сторінкову брошуру під назвою «Приготування кави за допомогою електрики» в 1905 році. Автоматичні перколятори доступні з 1940-х років або навіть раніше.

## Процес приготування

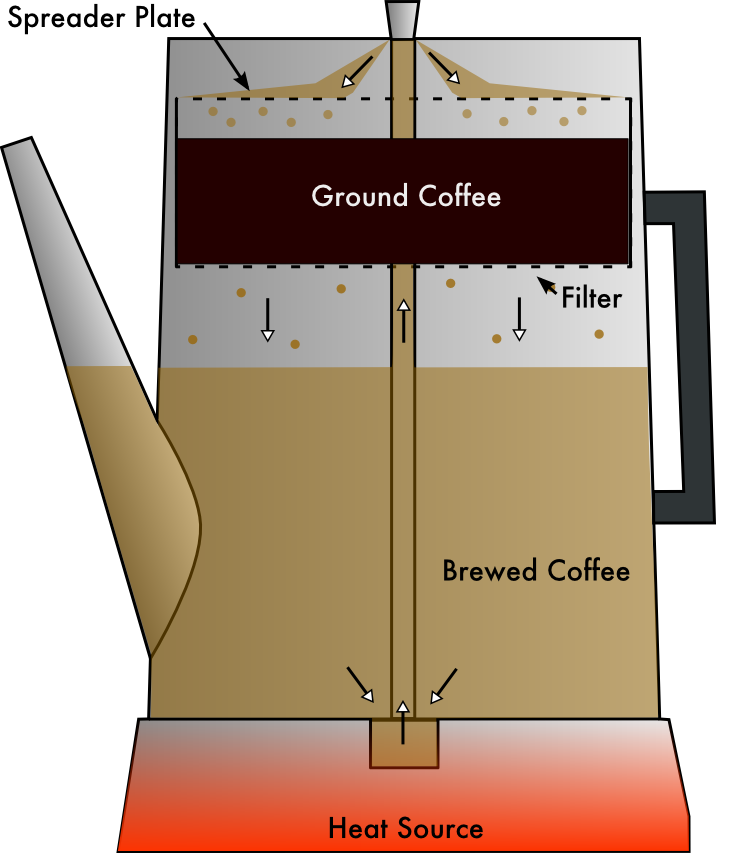
Принцип роботи перколятора

Кавовий перколятор складається з каструлі з невеликою камерою на дні, яка знаходиться найближче до джерела тепла. Знімна вертикальна труба веде звідти до верхньої частини перколятора. Відразу під верхнім кінцем цієї трубки є перфорований «кошик» для зберігання обсмаженої меленої кави, яку потрібно заварити.
У каструлю наливають воду, дотримуючись рівня нижче дна кошика, і в кошик кладуть бажану кількість кави досить грубого помолу.
Перколятор ставлять на плиту, нагріваючи воду в нижній камері. Вода на дні камери спочатку нагрівається і починає кипіти. Кипіння створює бульбашки пари, які спрямовуються вгору по вертикальній трубі, штовхаючи гарячу воду разом із нею вгору та з верхньої частини труби в процесі, подібному до принципу роботи газліфтного насоса. Гаряча вода потрапляє на нижню частину кришки та витікає на внутрішню кришку кошика для кави. Отвори у внутрішній кришці розподіляють воду поверх кавової гущі в кошику. Звідти свіжозварена кава капає у воду, що поступово нагрівається. Увесь цей цикл безперервно повторюється, створюючи характерний переривчастий звук «пошмигування» від удару гарячої води об нижню частину кришки.
Коли кава, що заварюється, наближається до точки кипіння, звук заварювання перетворюється на безперервне булькання, сигналізуючи про те, що кава готова до вживання. У ручному перколяторі каструлю знімають з плити або зменшують нагрів, щоб зупинити перколяцію. Заварена кава, яка постійно просочується при точці кипіння, надміру збільшить екстракцію, що зробить каву різкою та надмірно гіркою.
Деякі перколятори для кави мають вбудований електричний нагрівальний елемент і не використовуються на плиті. Більшість із них автоматично зменшують нагрів наприкінці фази заварювання, зберігаючи каву на рівні температури, не досягаючи закипання.